# Ayizo-gbe
Pour les articles homonymes, voir Ayizo.
L’ayizo-gbe est une langue gbe parlée au Bénin.

## Classification
L’ayizo-gbe est l’une  des premières langues du groupe gbe transcrite avec alphabet latin dans l’ouvrage de catéchisme du XVIe siècle connu sous le nom de Doctrina Christiana (1658). Les chercheurs qui ont analysé l’ouvrage ont cru à tort que la langue dont il s’agit serait le gɛngbe ou langue mina d’une part et à défaut, le gungbe dit aussi à raison aladagbe et qui a l’avantage de disposer d’une traduction de la Bible depuis le XIXe siècle (Biblu wiwe lɔ). Or, selon son auteur, la langue africaine de la Doctrina Christina est identifiée comme la langue du royaume d’Allada, localité qui est reconnue comme pays des populations ayizɔ installées sur le plateau d’Allada avant les immigrants descendants de l’ancêtre Aja de Tado nommé Agassou (agasuvi lɛ) qui fonderont le royaume et qui seront à l’origine des royaumes de xɔgbonu (Porto-Novo) et du danxomɛ (Dahomey).
Les analyses faites à partir de ces deux erreurs ont eu un peu de succès parce que sur le plan génétique et sémantique partant du vocabulaire de base, il y des similitudes entre les trois dialectes du sous-groupe de langue dénommé plus tard gbe. En effet, au moment de l’élaboration de la Doctrina Christina, il est fort probable que ni le gungbe, ni le gɛngbe n’était encore des parlers constitués. Cette hypothèse plausible a été émise par le Père Roberto Pazzi qui est l’auteur de travaux remarquables sur l’histoire, la langue et la culture des peuples Aja-Ewe actuellement connus comme les peuples du continuum linguistique gbe.
La dénomination ayizo a été donnée par les Fon d’Abomey pour nommer les populations du Sud conquise par eux plus tard comme des provinciaux (1924 et 1927), éloignés du centre de la culture et de la civilisation qu’était le plateau d’Abomey. Il les auraient appelés : ayi ɖo zɔ nu, ce qui signifie « habitant des terres éloignées ». En abrégé, l’expression a donné le mot « ayizɔnu ». Il semble qu'au départ, l’expression ne s’adressait pas à un seul groupe ethnique habitant au Sud de la dépression argileuse de la Lama (ko) qui est la limite Sud du plateau d’Abomey. En effet, l’expression « ayi ɖo zɔ nu », serait l’équivalent de la suivante en relation avec la suivante et dépression : « ko-gudo-nu » qui signifie, "ceux qui habitent derrière la Lama". Les groupes ethniques concernés sont les populations dites Aïzo (ayizo) du plateau d’Allada (alada) et ceux du plateau d’Abomey-Calavi (agbomɛ kaɖafi). L’administration coloniale a assimilé les Tori (tɔlinu) situé entre Alada et Ouidah au même groupe.
Plus tard, les travaux de la commission nationale de linguistique des années 1978-1982 ont montré que dans le département de l’Atlantique au Sud de la dépression de la Lama, on dénombre les groupes ethniques suivants : les ayizonu-konu, les ayizonu-setonu, les ayizonu-tolinu, les xwedanu (ou xwelanu), les xwlanu, et les tofinnu.
La langue dont il est question ici est bien sûr le ayizɔgbe – kogbè dont les locuteurs sont majoritaires dans les communes ci-après du département de l’Atlantique dans le Sud du Bénin : Allada (alada), Toffo (tɔvɔ), Zè (zɛɛ) ou hwɛzunmɛ). On les rencontre aussi  en grand nombre dans les autres communes comme Abomey-Calavi dans les  arrondissements de Zinvié et de Kpanroun, à Tori-Bossito  dans l’arrondissement de Azohouè (azɔhwɛ), à Kpomassè dans l’arrondissement de Tokpa-Domè.

## Écriture
L’ayizo-gbe s’écrit de différente manière, avec différentes orthographes utilisant l’alphabet latin. Une orthographe uniformisée utilise les règles définies par l’Alphabet des langues nationales du Bénin.

### Alphabet
| Alphabet uniformisé | Alphabet uniformisé | Alphabet uniformisé | Alphabet uniformisé | Alphabet uniformisé | Alphabet uniformisé | Alphabet uniformisé | Alphabet uniformisé | Alphabet uniformisé | Alphabet uniformisé | Alphabet uniformisé | Alphabet uniformisé | Alphabet uniformisé | Alphabet uniformisé | Alphabet uniformisé | Alphabet uniformisé | Alphabet uniformisé | Alphabet uniformisé | Alphabet uniformisé | Alphabet uniformisé | Alphabet uniformisé | Alphabet uniformisé | Alphabet uniformisé | Alphabet uniformisé | Alphabet uniformisé | Alphabet uniformisé | Alphabet uniformisé | Alphabet uniformisé | Alphabet uniformisé | Alphabet uniformisé | Alphabet uniformisé | Alphabet uniformisé | Alphabet uniformisé | Alphabet uniformisé |
| ------------------- | ------------------- | ------------------- | ------------------- | ------------------- | ------------------- | ------------------- | ------------------- | ------------------- | ------------------- | ------------------- | ------------------- | ------------------- | ------------------- | ------------------- | ------------------- | ------------------- | ------------------- | ------------------- | ------------------- | ------------------- | ------------------- | ------------------- | ------------------- | ------------------- | ------------------- | ------------------- | ------------------- | ------------------- | ------------------- | ------------------- | ------------------- | ------------------- | ------------------- |
| Majuscule           | A                   | B                   | C                   | D                   | Ɖ                   | E                   | Ɛ                   | F                   | G                   | GB                  | H                   | HW                  | I                   | J                   | K                   | KP                  | L                   | M                   | N                   | NY                  | O                   | Ɔ                   | P                   | R                   | S                   | T                   | U                   | V                   | W                   | X                   | XW                  | Y                   | Z                   |
| Minuscule           | a                   | b                   | c                   | d                   | ɖ                   | e                   | ɛ                   | f                   | g                   | gb                  | h                   | hw                  | i                   | j                   | k                   | kp                  | l                   | m                   | n                   | ny                  | o                   | ɔ                   | p                   | r                   | s                   | t                   | u                   | v                   | w                   | x                   | xw                  | y                   | z                   |
| Valeur phonétique   | /a/                 | /b/                 | /c/                 | /d/                 | /ɖ/                 | /e/                 | /ɛ/                 | /f/                 | /ɡ/                 | /ɡ͡b/                | /ɣ/                 | /ɣʷ/                | /i/                 | /j/                 | /k/                 | /k͡p/                | /l/                 | /m/                 | /n/                 | /ɲ/                 | /o/                 | /ɔ/                 | /p/                 | /r/                 | /s/                 | /t/                 | /u/                 | /v/                 | /w/                 | /χ/                 | /χʷ/                | /y/                 | /z/                 |

## Prononciation

### Les Voyelles
|         | avant  | central | arrière |
| ------- | ------ | ------- | ------- |
| haut    | i (in) |         | u (un)  |
| mi-haut | e      |         | o       |
| mi-bas  | ε (εn) |         | ɔ (ɔn)  |
| bas     |        | a (an)  |         |

Les voyelles orales  sont : a, o, ɔ, e, ε, i, u.
Exemples :
- tà (tamiser), tò (ranger), tɔ̀ (coudre), tὲ (enfler), tì (bourrer) ;
- sú (fermer), sí (respecter), só (piler), sɔ́ (prendre), sέ (être malin), sá (castrer) ;
- ké (décrier), kέ (éventrer), kɔ́ (refuser), kú (mourir).

Les voyelles nasales  sont : an, ɔn, εn, in, un.
Exemples :
- kàn (fouiller), kɔ̀n (verser), kùn (déterrer), kὲn (cesser) ;
- sìn (attacher), sὲn (servir), sɔ̀n (filtrer), sùn (rompre).

### Consonnes
Les Consonnes :
- t/d : ta (tamiser) ; da (peser).
- ɖ/d : ɖo (posséder) ; do (planter).
- f/v : fun (lutter) ; vun (s’étendre : courge).
- s/z : san (couper en deux) ; zan (utiliser).
- c/j : ca(démoder), ja (découper en morceaux).
- x/h : xu (sécher) ; hu (arroser).
- xw/hw : xwe (maison) ; hwe (calcaire).
- k/g : akó (gésier) ; agǒ (bosse).
- kp/gb : àgbò (belier) ; akpo (poche).
- m et b : pas d’opposition ; m s’associe aux voyelles nasales et b aux voyelles orales.
- n et ɖ : pas d’opposition ; n s’associe aux voyelles nasales et ɖ aux voyelles orales.
- ɖ/l : ɖi (enterrer)/ li (moudre).
- n/l : nù (boire)/lùn (tresser).
- r et p : consonnes étrangère présentes dans les mots d’emprunt aux langues européennes et dans les onomatopées.
- y/j : yὲ (ombre) ~ jὲ (sel de cuisine).
- y/c : yí (recevoir)/cí (éteindre).
- ny et y : pas d’opposition ; ny s’associe aux voyelles nasales et y au voyelles orales.
- w/v : wà (faire)/và (dorloter).

## Les Nombres (nulεnnu lε): français-ayizɔ
- un [1] : ɖòkpǒ
- deux [2]  : àwè
- trois [3] : atɔ̂n
- quatre [4] : ènὲ ou ὲnὲ
- cinq [5] : atɔɔ́n
- six [6] : ayìzεέn
- sept [7] : cánwe
- huit [8]: cantɔ̂n
- neuf [9] : cέnnὲ
- dix [10] : awoó ou woó
- onze[11]: weɖòkpŏ
- douze : weàwè
- treize : weatɔn
- quatorze :weεnε
- quinze : fɔtɔn
- seize : fɔtɔn nukun ɖokpo
- dix-sept : fɔtɔn nukun awe
- dix-huit : fɔtɔn nukun atɔn
- dix-neuf : fɔtɔn nukun εnε
- vingt : koo
- Vingt [21] koo nukun ɖokpo
- Vingt deux [22] koo nukun awe
- Vingt trois [23] koo nukun atɔn
- Vingt quatre[24] koo nukun ɛnɛ
- Vingt cinq [25] koo atɔɔn
- Vingt six [26] koo atɔɔn nukun ɖokpo
- Vingt sept [27] koo atɔɔn nukun awe
- Vingt huit [28] koo atɔɔn nukun atɔn
- Vingt neuf [29] koo atɔɔn nukun enɛ
- Trente [30] gban

## Lexique de base français-ayizɔ(xokun adodoe lɛ)
Le corps humain(gbɛtɔgbazaa)- français-ayizɔ
- main : alɔ
- doigt : alɔvi
- ongle : fɛn
- paume de la main : alɔkpakpa
- revers de la main : alɔgodo
- bras : aba
- avant-bras : awa
- épaule : abɔtaa, cou : kɔ
- eusophage : vɛgo
- tête : taa
- cheveux : ɖa
- nuque : azogodo (derrière les cornes)
- front : nukɔnnu
- paupière : wunɖagban
- œil : nukun
- prunelle des yeux : nukunzin
- larmes : ɖasin
- nez : awɔntin
- bouche : nuu
- menton : agbakɔ
- barbe : atan
- oreille : to
- joue : alaka
- dent : aɖu
- gencive : anyɔkpotin
- langue (organe) : ɖɛɛ
- salive : tan
- clavicule : abɔxuu
- poitrine : akɔnnu/akɔngonu
- sein : anɔ
- aiselle : awamɛ
- dos : nɛgbe
- colonne vertébrale : nɛgbexuu
- ventre : xoto
- nombril : hɔnvi (ou) hɔnvinu
- aine : sɛli
- pénis : nɛkun
- testicule : aglokwin
- fesse : gogo
- anus : gbɔnnu
- vulve : migo
- poil : fun
- poil du pubis : sɛli-fun
- cuisse : asakpaɖa
- genou : kolo (klo)
- jambe : afɔ
- pied : afɔ-kpakpa
- orteil : afɔ-vi
- ongle : fɛn
- paume des pieds : afɔ-xomɛ
- urine : aɖɔ
- excrément : ada
- pet : awɔn.

Les plantes et l'agriculture (atin lɛ kpo gle zɔn kpo) - français-ayizɔ
- noix de palme : de
- palmier à huile (elaeis guineensis) : detin
- plantation de palmiers à huile : degboo
- manioc : ako ; akute
- maïs : gbado ; gbaa
- grains de maïs : gbadokun ; gbaakun
- sorgho : abɔ ;
- grains de sorgho : abɔkun ~
- mil : li ~
- grains de mil : likun ~
- champ de maïs: gbadogle ~
- champ de sorgho: abɔkungle
- champ de mil : ligle
- igname : te
- igname sauvage : zuntee
- haricot sec : ayikun
- gingembre : dotɛ
- ail : ayo
- oignon : masa
- légume de sauce gluante : nɛhun
- gombo : nɛhunɖiɖi
- oranger : agbotin
- orange : agbo ; alomɛ
- citronnier : kletin
- citron : klé ~
- arbre à pin : akutakpanwuntin
- palmier raphia : ɖɛtin
- raphia: ɖɛ
- ananas : agɔn
- cocotier : agɔntin
- coco : agɔn
- plantation de cocotiers: agɔngboo.
- tarot: glɛn (gɛnlɛn) ~
- pomme sauvage : asyɔ
- pommier sauvage : asyɔtin
- mûr (fruit) : byabya
- mûrir : bya
- bananier : avlantin
- banane : avlan
- banane plantain : avlan alɔgaa
- cotonnier: sekanfuntin
- coton: sekanfun
- arachide: aziin
- patate douce: wɛli
- teck : tɛkitin
- piment (arbuste) : vavotin
- piment : vavo
- tomate : timati
- souchet : afyo
- kolatier: golotin (glotin)
- kolatier: avitin
- kolatier cola garcima : ahohoetin
- rônier: seli
- kapokier: huntin
- kapok: hunsɛ
- fisanier Blighia sapida : ayisɛtin
- fruit du fisanier Blighia sapida : ayisɛ
- arbre ptecarpus santalinoïdes : gbɛgbɛtin
- fruit de  ptecarpus santalinoïdes : gbɛgbɛ
- figuier: kpakpavolitin
- figue: kpakpavoli
- caféier: kafɛɛtin
- café: kafɛɛ

Vocabulaire de la santé (lanmɛ na nɔ ganji sin xogbe lɛ)
- infirmier : dotoo
- infirmière : dotoo nyɔnu
- sage-femme : dotoo vijitɔ
- médecin : dotoogan
- infirmerie : dotooxwe
- hôpital : dotooxwe ɖaxo
- malade : azinzɔnnɔ
- ambulance : azinzɔnnɔbɛɛhun
- fièvre : awutubi
- toux : kpɛn
- tousser : kpɛnkpɛn
- vomissement : sulusulu
- vomir : sulu
- diarrhée : xomɛsalasala
- maux de ventre (douleur) : xomɛwelewele
- gale : ciɖɔ
- rougeole : gogodindɔɔn
- variole : axɔsusinsɛɛŋ
- maladie éruptive : awusinsɛɛn
- plaie : akpa
- grande plaie : agada
- plaie incurable : agda jɔmakui
- panaris : nuvɔɛn
- hernie : ke
- médicament : amasin
- remède : amasin, azɔngbɔnu, azɔngblenu
- comprimé : atinkɛɛn
- seringue : nyɛ
- injection : nyɛdido
- injection, intraveineuse : kanmɛnyɛ
- maux de dent : aɖuzɔn
- faire mal : vɛ
- rhume : alinkpɔn
- maux de tête (migraine) : taaɖuɖu
- abcès : nutitɛɛ
- asthme : gbɔxaa
- ver intestinal : xomɛdan, dan
- vermifuge : dannyɛɛ
- folie : nululu
- malade fou : nuluunɔ
- palpitations cardiaques : hunxohunxoe
- maladie cardiaque : hunjizɔn
- vaccination : abatintɔɔn
- bande de gaze : akpablanu.

## Proverbes Ayizɔ
- Dan ɖu mɛ na e mɔ vɔɔn ɔ, e nɔ si : Celui qui a été une fois mordu par un  serpent craint le ver de terre
- E mɔ nɔ mɔ gbɛtɔ gbeɖopko bo ɖɔ e blawu gɛ : On ne peut déplorer l’aspect physique d’un être humain lorsqu’on le voit pour la première fois (les apparences peuvent être trompeuses).
- Han vii ɖiɖee nyɔhu ayakpa : L’achat d’un pourceau est meilleur à celui d’une vieille truie (le dressage est plus facile)
- Lɛnklɛnzin awe wɛ xo avun ɖo kɔɔta ɖokpo ɔ ji : e ɖɔ ku jan wɛ na ɖaa ! : Deux petits serpents se sont battus sur une motte de terre: seule la mort pourra les séparer.
- Nya  xwe detinji bo ɖɔ mi xwe alintin gbo gbe: a ɖo lɛlo nɛ na gbɔ be e na nyɔɛ :  Un individu prétend aller couper une manche pour sa houe sur un palmier: Même si on dit un tel mensonge à un mouton, il est capable de s’en rendre compte (il existe des mensonges qui sautent aux yeux.
- Afa na yivo ɔ, ajikwin nuu wɛ e te : Pour que l’oracle accepte la requête du consulteur, Cela dépend de la graine  porteuse du message.
- Xɔɔ ɖuwe bɔ klo tɛ akwa n’ɛ : mi mɛ akpannɔ lɛ wɛ ɖo akpannu wa ɔ : L’escargot danse et la tortue le félicite en lui donnant de l’argent : ce sont les animaux en carapace qui se manifestent (Ceux qui s’assemblent se ressemblent)
- Do xé wa adan ɔ mɔ nɔ sεtεn gε : Quelle que soit la colère d’un trou, il ne lui est pas permis de changer de placer.
- Amaa xuxu ɖe mɔ nɔ byɔ sεjε ɖe ɔ gε : Une feuille morte ne discute pas la place à une autre.
- Tɔ mɔ nɔ sayi agɔ gε : Un cours d’eau ne coule jamais à l’envers (de l’aval vers l’amont).
- Azɔ kpotaa be nukuntɔnnɔ na se gbii jan wε : Si le tabac n’a pas été vendu, l’aveugle qui en est le propriétaire doit entendre le bruit de son déchargement.
- Ku winnya nyɔhu gbε winnya : La honte dans la mort est meilleure à celle de son vivant
- E mɔ nɔ nyɔ amyɔnɔ win bɔ e nɔ ɖuwɔ hu mɛ gɛ  : Lorsqu’on reconnaît le gaucher, on ne peut le laisser manger plus que soi.
- E mɔ nɔ xɔ sɔ bo nɔ zɔn afɔ gɛ : celui qui acheté un cheval ne doit plus aller à pied.
- Akanmu glagla, azɔ glagla : Autant la potasse est piquante, autant le tabac l’est aussi (les chiqueurs peuvent en témoigner)
- Jonɔ mɔ nɔ nya gbɔ ɖo sekɔn gɛ : L’étranger ne chasse pas le cabri qui mange sur la meule (avant d’agir, il faut se renseigner sur les habitudes du milieu)

- glesi mako makoe ! a ko alin bo ko adɔ! Ne te moque pas du paysan! Tu

risques de te moquer de ton foie et de tes entrailles
- e mɔ nɔ se huun !! ɖo

gbɔ
sɔɔnu
gε;
han sɔɔnu
wε e nɔ
se te' : tu
n’entendras jamais le cri houn !!! dans le camp des ovins et
caprins ; ce ne serait que chez les porcins.
- tɔ mɔ ɔ ɖo xwe bɔ e nɔ hunmyɔ gε' : le lit du cours d’eau n’est jamais chaud !

- azan gban gban donu gban ɔ, gbe ɖokpo jan e nɔwa kpe : trente jours fois trente finissent par arriver. (il n’est jamais trop tard).

- 'asɔ sun ɔ, wɔhun mɔ nɔ nɔte gε' : dès lors qu’on enlève la douille, le soufflet ne saurait attendre.

- gbesɔεnu na wa nyi axisɔεnu : là où il n’y a que des herbes deviendra un marché.

- 'wamɔnɔ mɔ nɔ da hunyɔ ! akwεnu wε' ! un quidam pauvre ne peut prétendre épouser une initiée ; c’est une affaire d’argent (cela coûte cher).

- bese ma yi ahwan a, mεnu wε na kun kpεn: si la grenouille ne va pas sur le front de guerre, qui sonnera la trompette (à chacun sa spécialité)

- xoglelεtɔ mɔ nɔ lε tɔɔ gle bɔ e nɔ kpo ,ɖe gε ! Le beau parleur laboure toujours en paroles la totalité du champ de son père (c'est là une tâche bien facile!)
- ɖa mɔ ɖo mε xɔntɔn taa bo ɖo ɔ, mεtɔɔn akpa e nɔ jε.: à imiter la coupe de cheveux de son ami, on finit par avoir la tête penchée.
- hi xu mεtɔ wε nɔ wɔn, akopanɔ mɔ nɔ wɔn gε: celui qui blesse son voisin au couteau oublie; la victime, elle n'oublie pas.
- ahannɔ mɔ nɔ gbε ɖɔkpɔn gε : le marchand de boisson ne peut refuser à ses clients d’y goûter !
- e ɖo tiintiin godo ɔ, dan wε e nɔ wa yi mɔ : à poursuivre les coléoptères, on finit par rencontrer le serpent.

- dan ɖumε na e mɔ vɔɔn ɔ, e nɔ si: Si on a  été une fois mordu par un serpent, on  craint le ver de terre.

- avɔ vun nyaɖe bo lε vun asi ɔ nɔ: nu ɔ to wε  e kpe: quelqu'un est en haillons ainsi que sa belle-mère: il s'agit d'une situation répandue!